# 히라이촌 (오카야마현)
히라이촌(平井村)은 오카야마현 조토군 서남쪽 구석에 속해있던 지자체이다.

## 역사
- 1889년 6월 1일 - 정촌제 시행에 의해 조토군 히라이촌이 성립하였다.
- 1931년 4월 1일 - 오카야마시에 편입, 동일 히라이촌은 폐지되었다.